# Trochalus aereus
Trochalus aereus är en skalbaggsart som beskrevs av Frey 1970. Trochalus aereus ingår i släktet Trochalus och familjen Melolonthidae. Inga underarter finns listade i Catalogue of Life.